# Бирман, Александр Михайлович
Александр Михайлович Бирман (1910—1984) — доктор экономических наук, профессор (1960).
Автор нескольких книг и множества статей. Работал в Госплане СССР, с 1947 года преподавал в Московском государственном экономическом институте (декан финансового факультета) и в институте им. Плеханова (проректор по научной работе).

## Биография
Родился 15 октября 1910 года в Подольской губернии.
Окончил Московский плановый институт (1937) и получил направление в Госплан. В 1941 году защитил кандидатскую диссертацию, против голосовал один С. Г. Струмилин.
С 1947 года преподавал в Московском государственном экономическом институте.
В 1959 году защитил докторскую диссертацию. Был научным руководителем у О. Р. Лациса.
С 1959 по 1973 заведовал кафедрой финансов Московского института народного хозяйства им. Г. В. Плеханова. С 1961 по 1965 гг. являлся проректором по научной работе МИНХ им. Г. В. Плеханова. С 1973 по 1977 гг. профессор Заочного института советской торговли, с 1977 по 1984 гг. зав. кафедрой «Финансы торговли» ЗИСТ.
В экономических дискуссиях был представителем экономистов-«товарников», выступавших за расширение товарно-денежных отношений.
Умер 27 апреля 1984 года.

## Публикации
- «Финансы отраслей народного хозяйства СССР», части 1,2. Москва, 1953-57 гг.
- «Планирование оборотных средств», 2-е изд. Москва, 1956 г.
- «Некоторые проблемы науки о управлении народного хозяйства», 3-е изд., Москва, 1965.
- «Учись хозяйствовать» 3-е изд., Москва, 1966 г.
- «Организация оборотных средств промышленных предприятий» 1967 г.
- «Организация финансовой работы на промышленных предприятиях» 1967 г.
- «Талант экономиста» 1968 г.
- «Самая интересная наука», Москва, 1969 г.
- «Очерки теории советских финансов», 3 выпуска Москва, 1968—1975 гг.
- «Увлекательная экономика» 1975 г.
- «Экономические рычаги повышения эффективности производства. Размышления экономиста» 1980 г.
- Опережая время : [Сб. ст.] / Отв. ред. А. Г. Аганбегян. — М.: Наука, 1990. — 379,[2] с., [1] л. портр. ISBN 5-02-012011-1